# 장춘차오

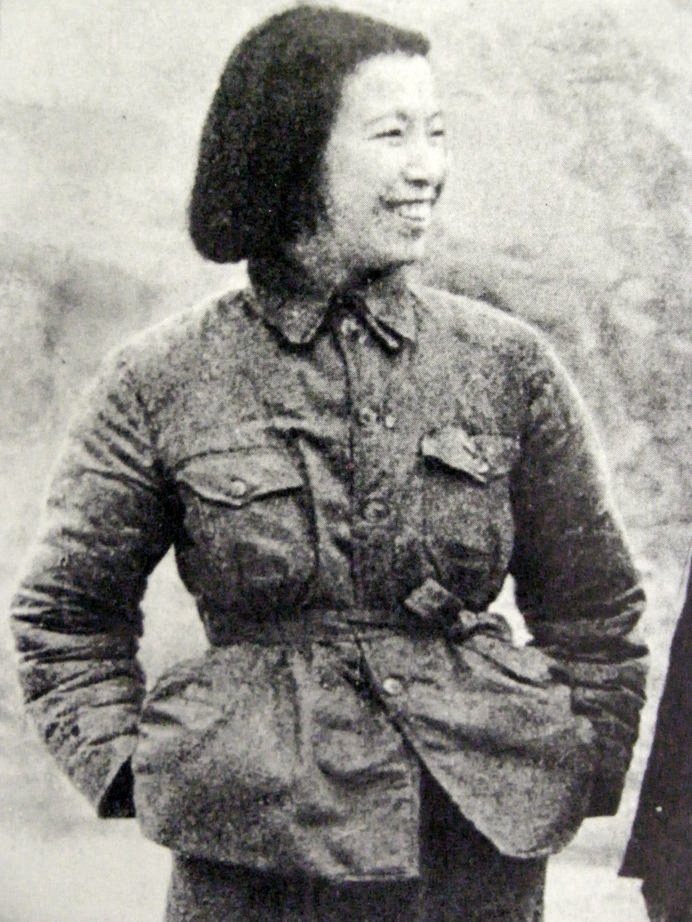
장춘차오에게 일평생 정치 성향 동지였던 장칭

장춘차오(张春桥(중국어 간체자: 张春桥, 정체자: 張春橋, 병음: Zhāng Chūnqiáo, 한자음: 장춘교), 1917년 2월 1일~2005년 4월 21일)는 중화인민공화국의 문학평론가, 언론인, 정치인이다. 사인방 중 한 명이고, 중화인민공화국 국무원 부총리 겸 총리 권한대행 및 중공 대륙 본토 과도정부수반 권한대행 등을 지냈다.
지난날 린뱌오 중공 부총리와 덩샤오핑 중공 부총리 그들 둘처럼 그도 1976년 1월 8일에서부터 1976년 2월 2일까지 1개월간 "중화인민공화국 부총리 겸 총리 권한대행"이라는 직책을 지냈으며 결국 화궈펑 후임 중공 총리와 덩샤오핑 전(前) 중공 부총리 그 둘이 자행한 작전 공작 등에 의하여 반혁명당 체제 수괴 린뱌오 전(前) 중공 부총리 겸 총리 권한대행의 후예로 발목이 잡히면서 "사인방 사건"의 주범으로 몰려 중국공산당에서 축출되었다.

## 생애

### 초기 이력
장은 산둥성 허쩌에서 출생하였다. 1932년부터 1934년까지 산둥성의 지난에 있는 중학교에서 공부했다. 1935년 상하이로 와서 문화비평에 대한 저술을 시작하였다. 중일 전쟁이 발발하자, 1937년 지난으로 와서 항일운동에 참여하였다. 1938년 1월에는 중국공산당 지도부가 있던 옌안으로 와서 본격 공산당 입당하고, 혁명적 문화운동에 종사하였다. 1940년 "진차지 해방구"(晋察冀解放区, 산시성, 허난성의 팔로군 근거지)에 와서 해방구내의 언론사들에서 일하였다. 1949년 인민해방군에 민간행정관으로 종군하여 상하이에 돌아왔다.

### 중화인민공화국 성립 이후
중공 정권이 수립되자, "화동신문사" 출판국 부국장을 역임하였고, 이후에도 상하이 지역에 머무르면서 여러 언론직과 선전직을 역임하였다. 그리하여 1957년에는 중국공산당 상하이 위원회 선전부 부부장에 역임하였다.
1958년 "부르주아 계급 특권사상을 타파하자《破除资产阶级法权思想》"라는 내용의 논설을 발표하였다. 이 문건은 후에 문화대혁명의 이론적 기초를 제공한 것으로 평가받는다. 이후 중국공산당의 상하이 당의 여러 선전 분야의 고위직을 거치게 되었다.

### 문화대혁명
장과 장칭의 주도로 문화대혁명이 시작되자, 1966년 5월부터 1969년 9월까지 "중공 중앙문화혁명 지도 소조"의 부조장을 맡아 문화대혁명의 이념을 전파하는데 앞장섰다. 1967년초 야오원위안, 왕훙원등과 함께 상하이 "1월 폭풍" 캠페인을 조직하여, 이를 전국에 확산시켜 궁극적으로 권력을 장악하려 하였다.
또한 1967년 2월부터 1971년 2월까지 중공 상하이 지방 혁명위원회 주임국장 직무대행 서리를 거쳐 1971년 2월부터 1976년 10월까지 중공 상하이 지방 혁명위원회 주임위원 직위를 맡는 등, 상하이 지역에서 유력한 정치지도자 중 한 명이 되었다. 뿐만 아니라 상하이 인근을 관할하는 인민해방군의 난징군구의 정치위원을 맡아 군에도 손을 뻗었다.
이렇게 상하이 지역에서 문화대혁명을 이끈 공로로 장춘차오는 중앙에도 진출하여 1969년 4월에는 중공 중앙정치국 위원이 되었고, 1971년 중공 이후 여러 중앙당직을 거치게 되었다. 특히 1975년 1월에는 국무원 부총리에 임명되었고, 군에 대한 통수권을 행사하는 중앙군사위원회에도 참여하는 등, 권력의 핵심부로 진입하게 되었다.

### 몰락 및 사망
그러나 마오쩌둥 사후 문화대혁명을 끝내기로 결심한 화궈펑 총리의 명령으로 장칭, 야오원위안, 왕훙원과 함께 1976년 10월 체포되어 구속되었다. 다른 사인방 동료들과 마찬가지로 모든 당직이 박탈되었고, 공산당에서 영구제명되었다. 1981년 1월 25일, 중국 최고인민법원 특별법정에서 반혁명 혐의의 주범으로 사형 및 2년간 집행유예, 정치적 권리 종신박탈형을 선고받았다. 1983년 중공 최고인민법원은 장춘차오가 집행유예 기간 동안 모범적인 수형생활을 보낸 것을 참작하여 무기징역형으로 감형하였다.
1997년 12월에는 다시 징역 18년형으로 감형되었다. 1998년 1월 병으로 가석방되었고, 상하이에서 은둔하다가 2005년 4월 21일 암으로 사망하였다. 향년 88세.

## 유산
장은 문화대혁명의 실질적인 이론가였고, 많은 해외의 마오주의 운동가들은 장춘차오의 이론을 아직까지 신봉하여 혁명운동을 진행하고 있다.